# Hiperión (Hölderlin)
Hiperión, o el eremita en Grecia, es una novela epistolar de alto contenido lírico
escrita por Friedrich Hölderlin entre 1794 y 1795. Parte de ella fue publicada por Schiller en la revista Thalia. Es la obra que mejor acogida y mayor fama tuvo en vida del autor. La obra será reivindicada por los románticos en especial con la reedición de 1822.

## Argumento
Hölderlin confronta sus deseos con la realidad que experimentó en su tiempo. El protagonista, Hyperion, a diferencia de Werther, no escribe a su amigo Belarmino desde la experiencia inmediata, sino después de haberse retirado en soledad a meditarla en medio de la naturaleza idílica de Grecia. La novela se ambienta en la segunda mitad del siglo XVIII.
El joven Hyperion crece según los ideales griegos de la paideia griega: el individuo se considera parte de la totalidad y unido a ella en armonía: 
Ser uno con el todo es la vida de la divinidad, es el cielo del ser humano
En sus andanzas encuentra a Alabanda, un patriota revolucionario, un hombre de acción que quiere liberar a Grecia del yugo turco (en este personaje Hölderlin encarna la filosofía de Fichte, cuyas clases había oído en Jena, del Yo que se elabora a sí mismo). Pero aunque Hyperion comparte el credo republicano de Alabanda, condena su uso de la violencia. Después se enamora de Diotima, símbolo de su unión armonizadora con la Naturaleza:
¡Oh vosotros que buscáis lo más alto y bello! [...] ¿Sabéis su nombre? ¿El nombre de lo que es el uno y el todo? Su nombre es belleza
El estallido de la Guerra ruso-turca (1768-1774) da fin a este idilio. Alabanda lo convence para luchar por la libertad de Grecia, pero el ideal y la realidad no son compatibles y los luchadores recorren el país devastándolo, sin que ambos puedan ponerles freno, así que Hyperion se retira resignado y, al enterarse de la muerte de Diotima, vuelve a Alemania. Pero ahí encuentra otro horror: un estado de súbditos oprimidos y vuelve a Grecia con la idea de mantener una idea de un mundo mejor como poeta profético para las generaciones futuras de la unión con la divina naturaleza.
Hyperión es una novela en clave a muchos niveles. Las figuras protagonistas (Hyperion, Alabanda y Diotima) son personificaciones de los ideales de la Revolución francesa. "Y la solución no es política (fracasaron los intentos republicanos en Francia) sino filosófica, o mejor, utópica. El Yo, enajenado de la naturaleza por la divinización de la Razón, ha de reencontrar la armonía con la naturaleza; esto es la premisa necesaria para una nueva moralidad".
La obra toma como espacio la Grecia contemporánea tan del gusto del autor; los amores de Hiperión y Diotima se fundan en los de Hölderlin y Susette Gontard. En un espacio idealizado se suceden las declaraciones de amor a modo de monólogos junto con el desarrollo de una comunidad de hombres libres en un mundo recién nacido.

## La obra
Pese a ser una novela, la obra surge de una mentalidad poética y tiene, en ciertos pasajes, un carácter metapóetico donde explica la concepción de la creación artística como punto de unión entre el hombre y los dioses. El amor es el motor de la obra, el hombre cuando ama es un sol que todo lo ve y todo lo transfigura, y posee un profundo sentido político. Como recuerda Julio Cortázar en Prosa del observatorio, las reflexiones sobre el surgir de un nuevo estado llevaron a Thomas Mann a señalar que:

Las cosas estarían mejor si Marx hubiera leído a Hölderlin